# Bergschlössl

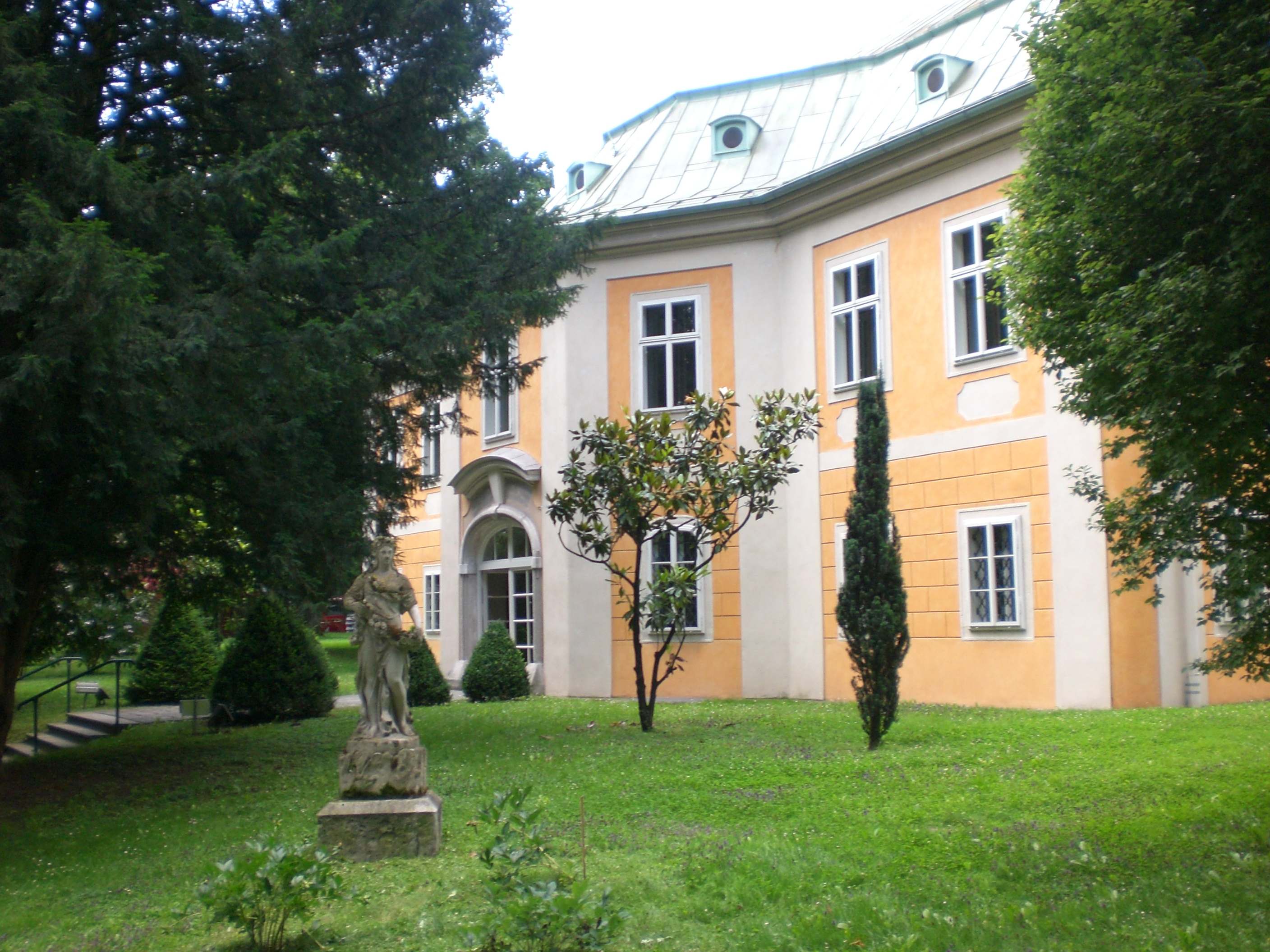
Das Bergschlössl

Das Bergschlössl im Linzer Volksgartenviertel ist ein barockes Gebäude, welches in den Jahren 1717 bis 1718 errichtet wurde.

## Geschichte
Das Gelände gehörte im 15. Jahrhundert zum sogenannten Stockhof, einem landesfürstlichen Lehen, und wurde im Jahr 1708 von der Stadt Linz gekauft, um dort Lehm abzubauen und einen Ziegelstadel zu errichten.
Auf einem Teil dieses Areals errichtete der Linzer Baumeister Johann Michael Prunner 1717/18 das Bergschlössl für den ständischen Syndikus und Sekretär Johann Jakob Mäderer von Ehrenreichscron. Eine Mauer mit einer dreitürigen Portalanlage umgab Haus und Garten.
Der Barockbau kam 1777 in den Besitz des Jesuitenkollegs Nordico, das einen botanischen Garten anlegte, der wegen seiner Pflanzenvielfalt schnell bekannt wurde. Doch schon 1787 schloss Kaiser Joseph II. den Orden. Ein Landwirt ersteigerte das Bergschlössl, rodete Teile des botanischen Gartens, verkaufte Parzellen und legte Äcker an.
In der Folgezeit wechselte das Schlösschen mehrmals den Besitzer: Bischof Sigismund Ernst von Hohenwart, Johann Gottfried Graf von Thürheim, Graf Johann Anton von Weißenwolff, Graf Gottfried Clam, Graf Otto von Hohenfeld waren nacheinander Eigentümer. 1902 kaufte der Industrielle Robert Weingärtner das Bergschlössl und ließ Schloss und Park neu gestalten. Der im Jugendstil errichtete Wintergarten beim Haupteingang stammt aus dieser Zeit. Gegen Ende des Zweiten Weltkrieges wurde das Bergschlössl nicht mehr bewohnt und auch der Garten nicht mehr kultiviert.
Im Jahr 1986 kaufte die Stadt Linz das Bergschlössl, das dann 1987 beinahe einem Brand zum Opfer gefallen wäre. Eine umfassende Renovierung erfolgte in den Jahren 1992 bis 1998 durch Architekt Peter Riepl. 1999 wurde das Gebäude wiedereröffnet.

## Beschreibung
Das in einer großen Parkanlage gelegene Haus besteht aus drei Geschoßen mit 9 Räumen. Aus dem 18. Jahrhundert stammen die Wandmalereien in der Sala Terena im Erdgeschoß, denen der damals neu angelegte Schlosspark als Vorlage diente, sowie die Malereien im Raum Oktagon und dem pompeijanischen Bad im ersten Obergeschoß.

### Barockinschrift
Das stadtseitige Eingangsportal ist mit einem kurzen Barockgedicht überschrieben. Die Inschrift lautet (Originalschreibweise):

„Mann Mag die Palläste ziehren / Mit der Schönsten Mahlerey
XeuXis Mag den Pemsel führen / Ist es doch nur ein Copey
gegen dem was Wald und Felt / Im original Vorstelt“

## Heutige Nutzung
Das seit 1986 der Stadt Linz gehörende Gebäude wird von der Design Center Linz Betriebsgesellschaft verwaltet und ist an die LIMAK Austrian Business School vermietet. Es wird vorwiegend für Empfänge, Bankette, Seminare etc. genutzt.

## Der Bergschlössl-Park
Die Parkanlage wurde im 18. Jahrhundert (um 1777) unter der Führung von Johann Ignaz Schiffermüller, einem der erfolgreichsten Naturgeschichtler der damaligen Zeit, angelegt. Zweck der Anlage war ein botanischer Lehrpfad für das Nordico. Der nach ökologischen Gesichtspunkten angelegte und etwa 2,5 Hektar große Park untersteht seit 1989 der Aufsicht und Pflege der Linzer Stadtgärten des Magistrates und zählt zu den ersten botanisch-ökologischen Parks von Oberösterreich. Das Gelände ist für die Öffentlichkeit frei zugänglich. Laut aufgenommenem Baumbestand der Stadtgärten im Jahr 2007 standen im Park 54 verschiedene Baumarten. Aus der Zeit Schiffermüllers stammen noch einige Raritäten wie ein amerikanischer Tulpenbaum und asiatische Eiben beidseits der Terrasse. Von den 400 Einzelgehölzen sind Spitzahornbäume und Eschen am häufigsten vertreten. Steinerne Figuren der Ceres, der Flora mit Blütenranke und des Pan mit Panflöte verzieren den Garten.

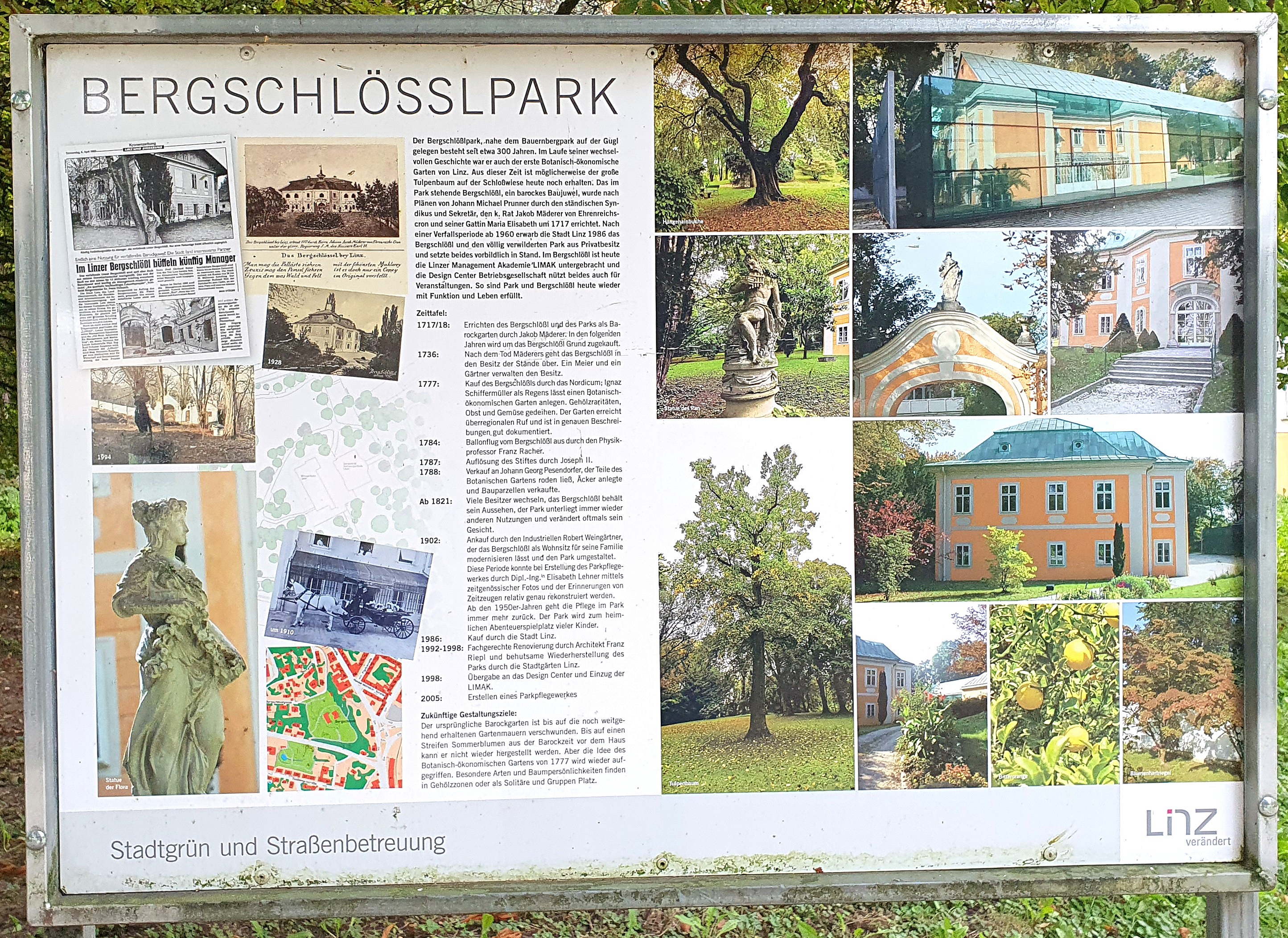
Zeittafel
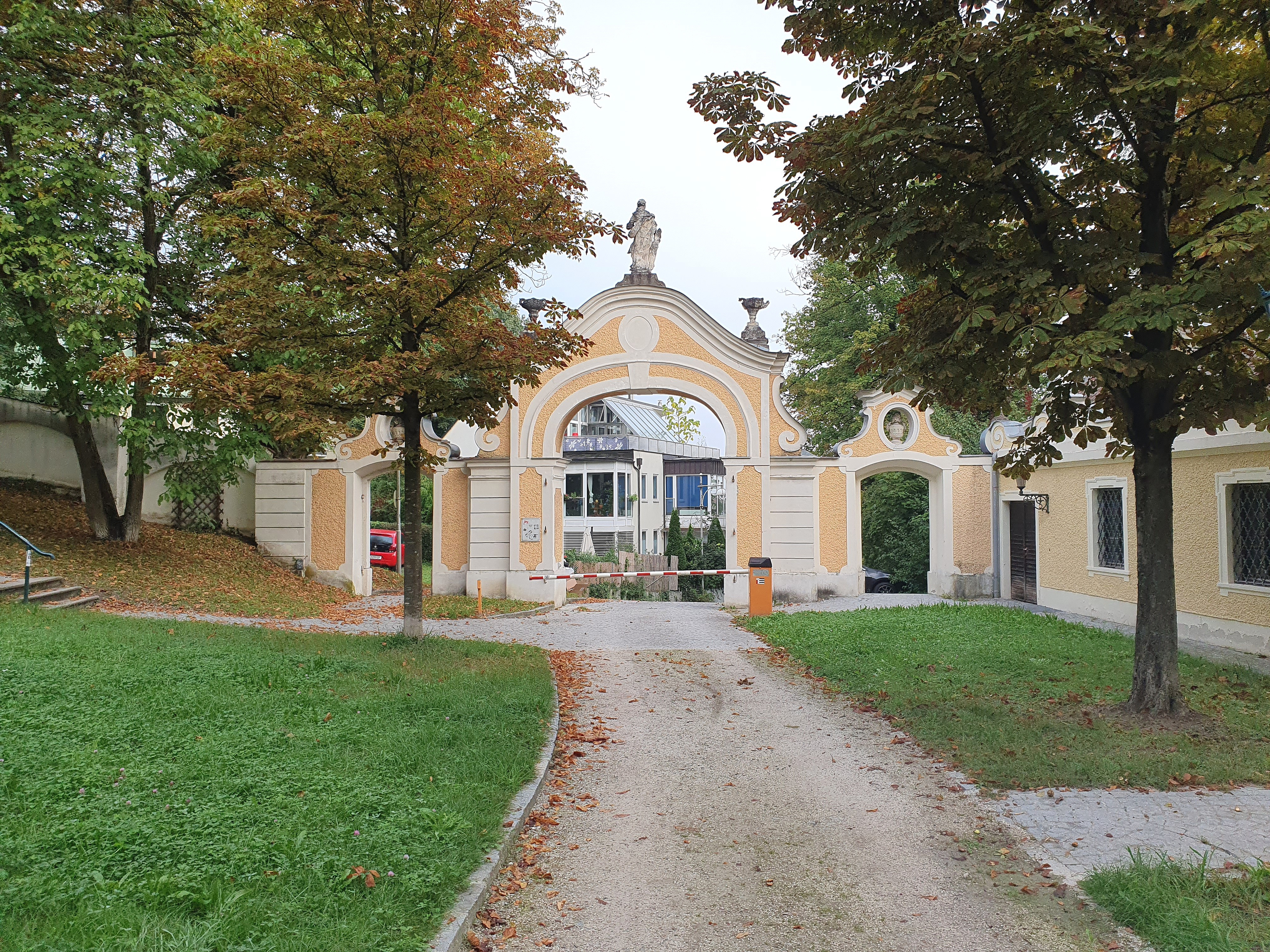
Eingangsportal
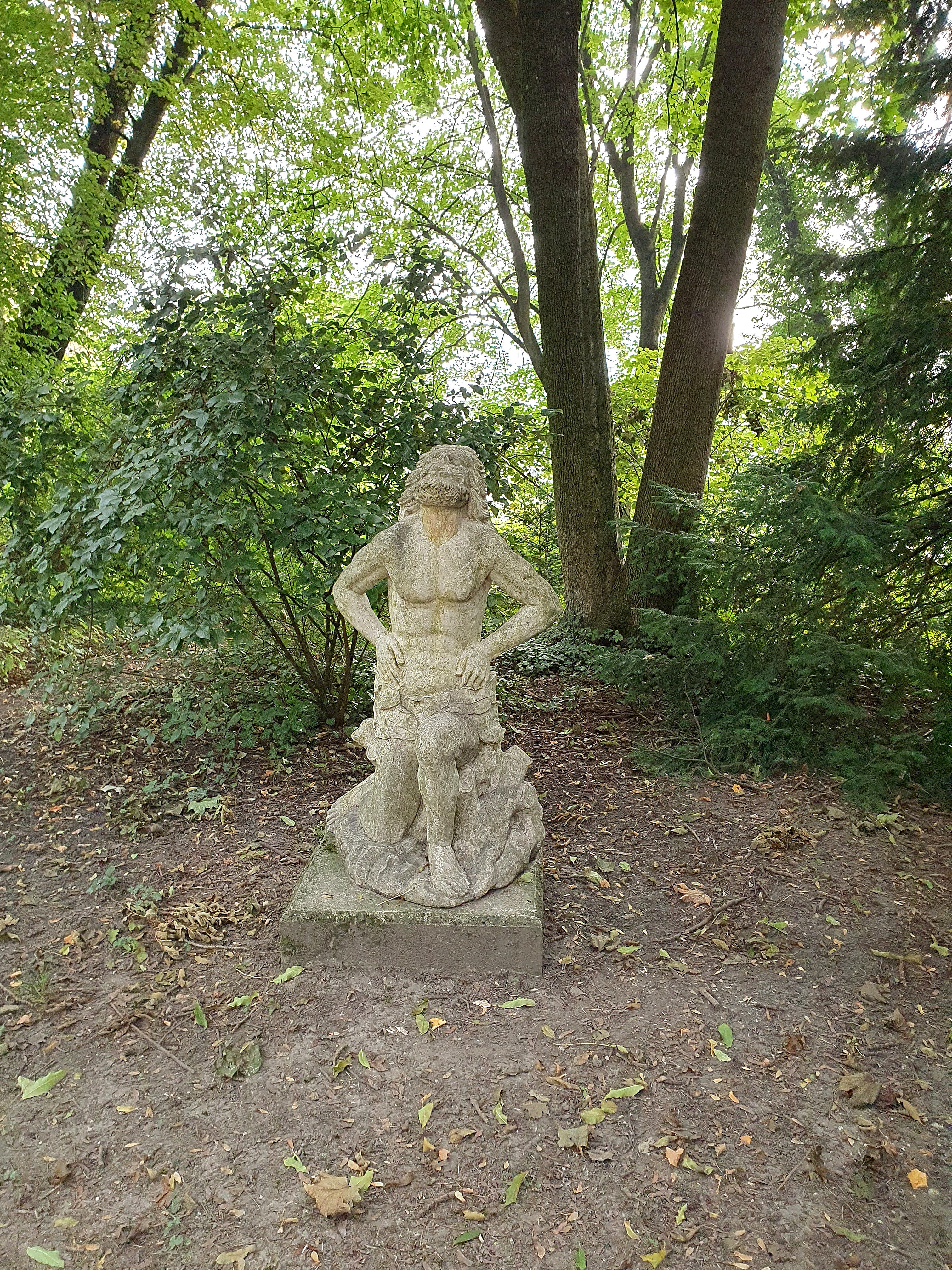
Skulptur
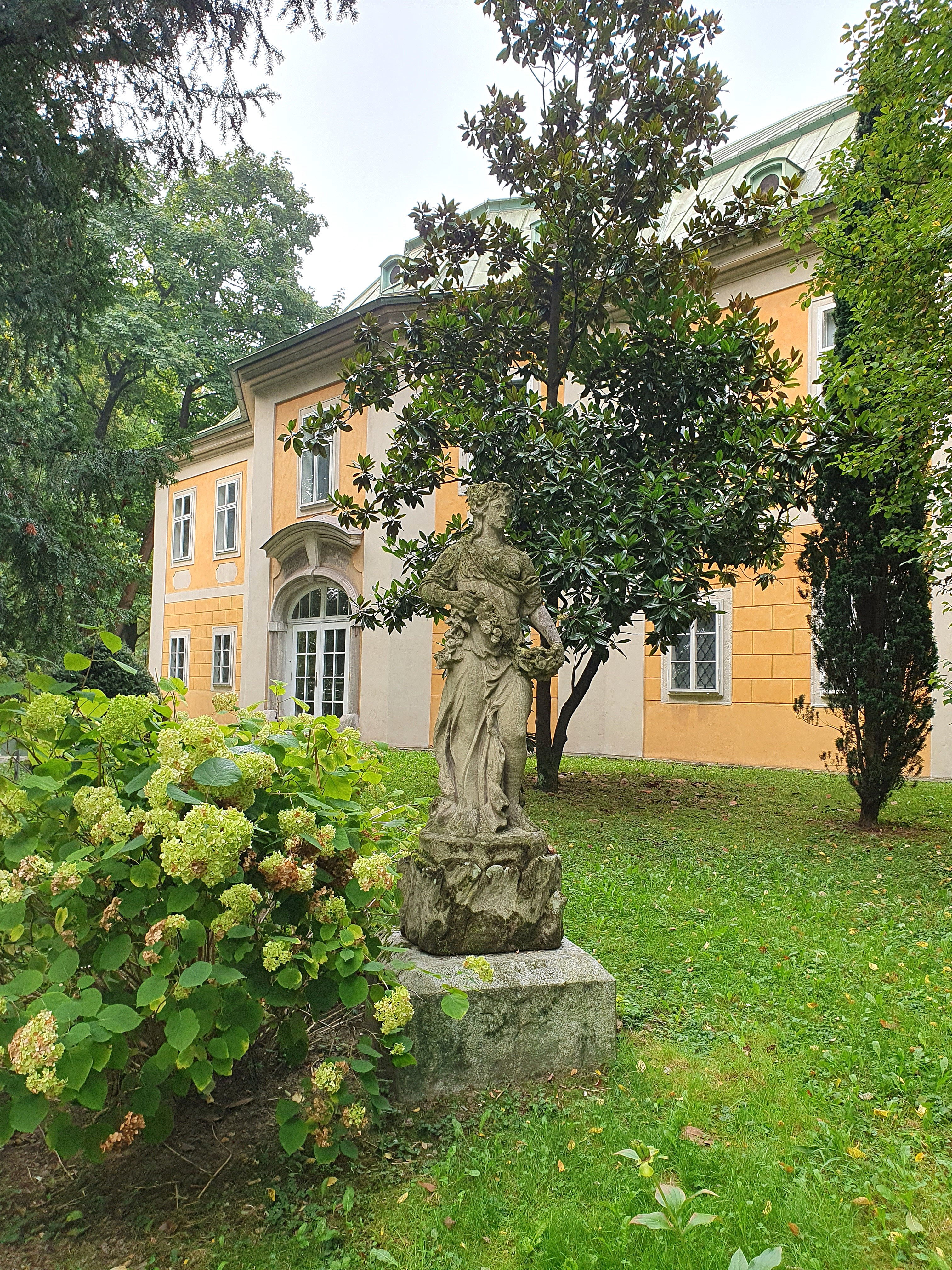
Flora-Skulptur
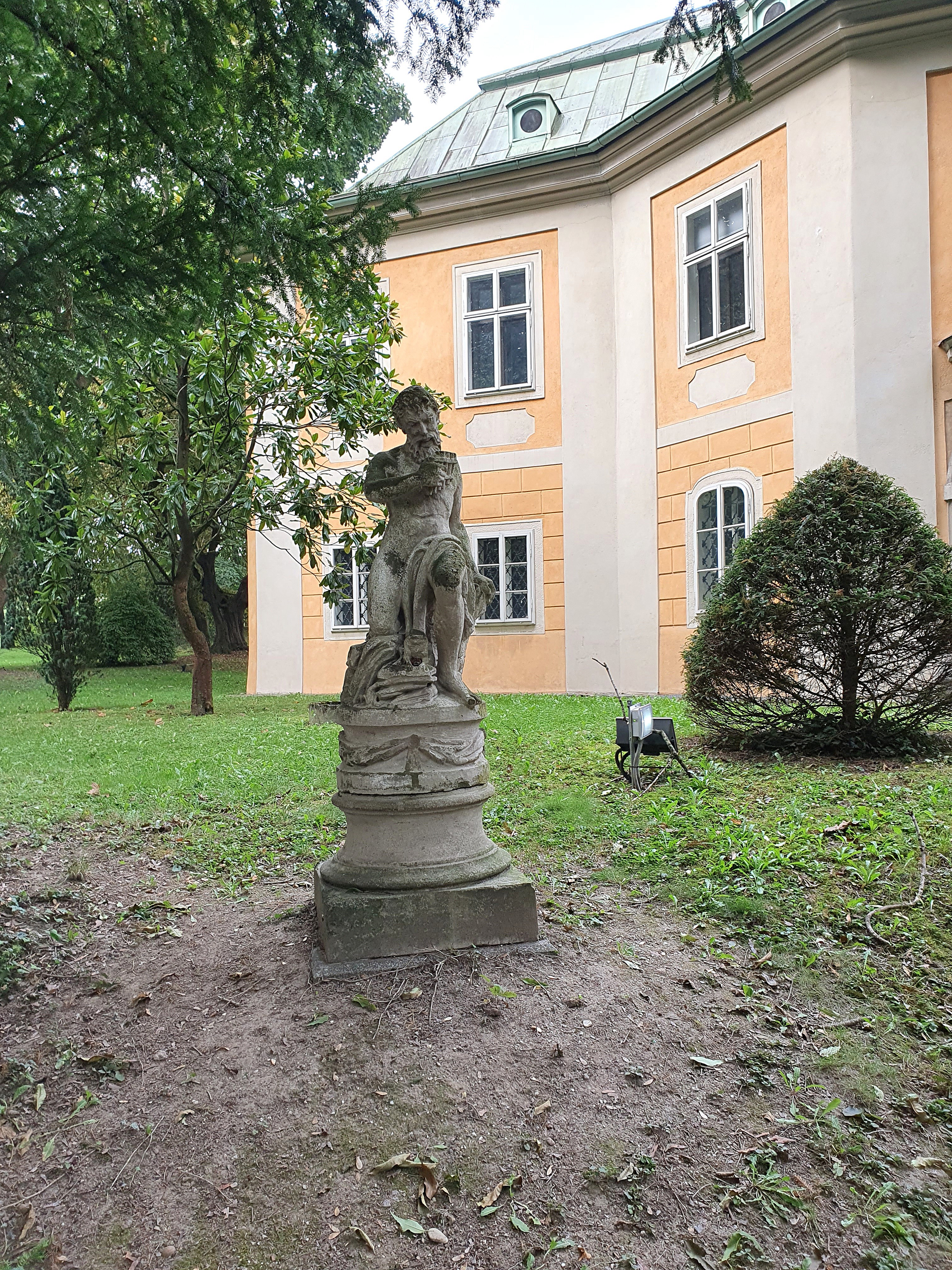
Pan-Skulptur
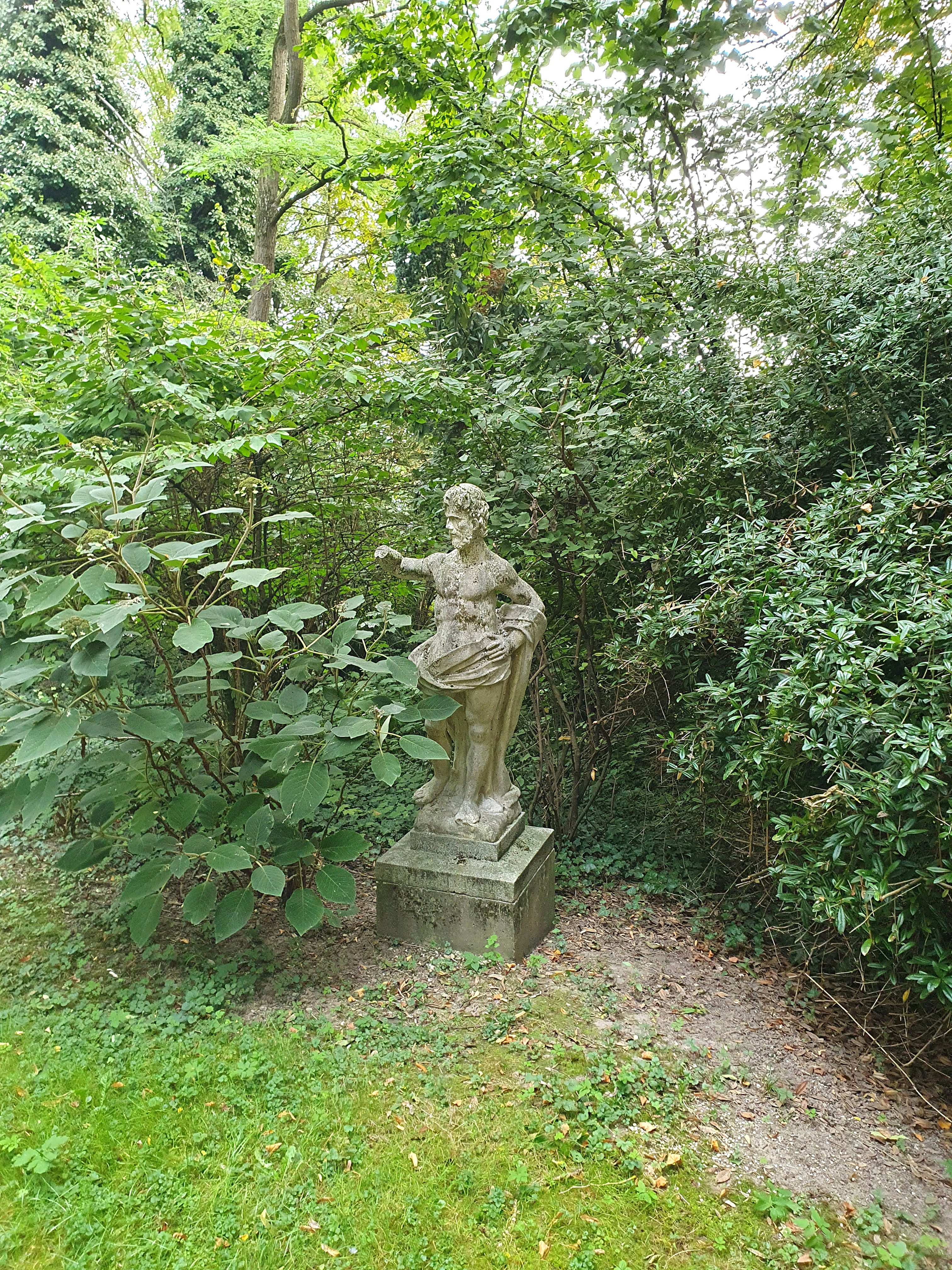
Skulptur
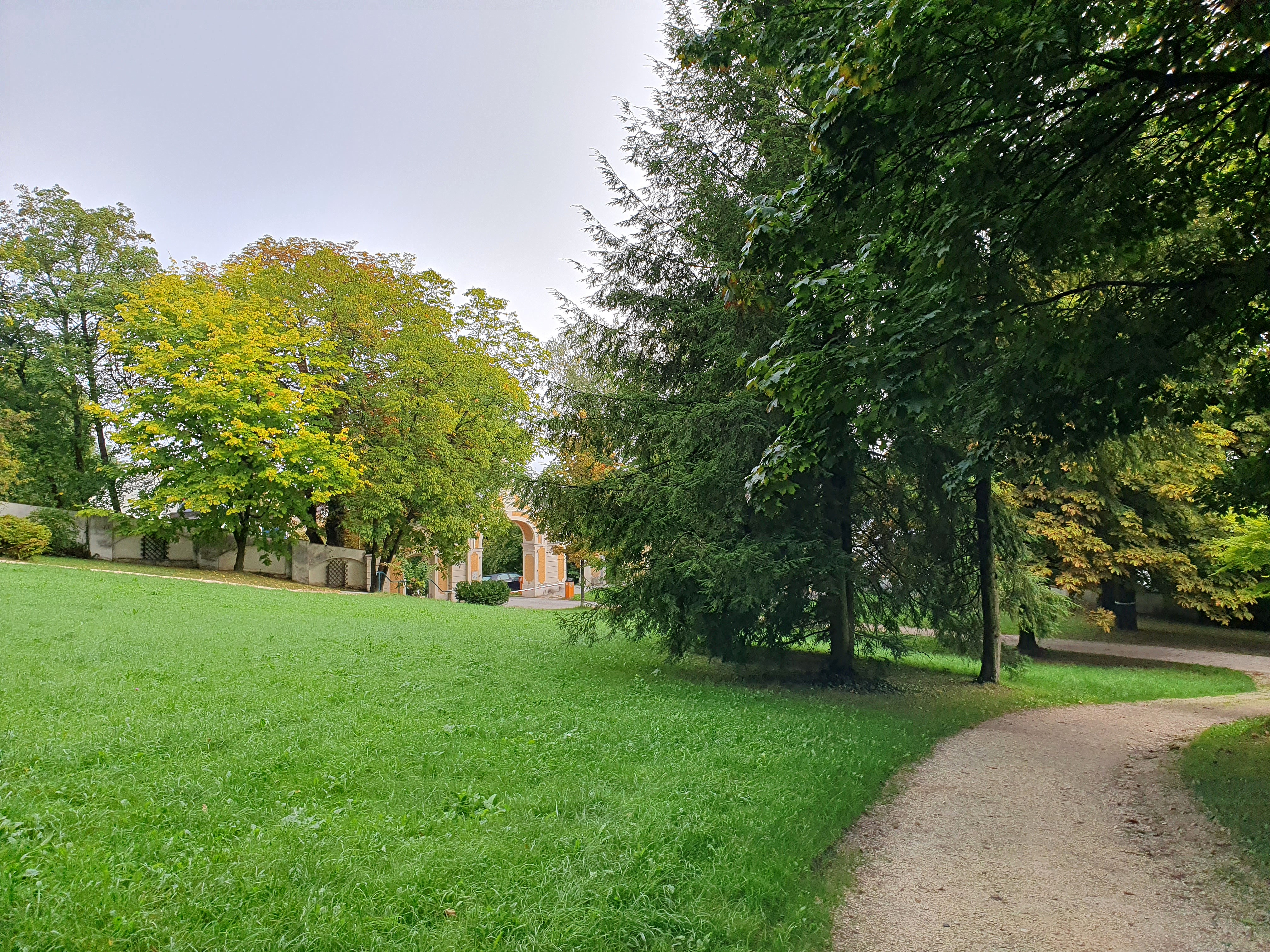
Parkansicht

## Sonstiges
Am 12. September 1784 startete der Physik-Professor Franz Racher im Zuge der Euphorie nach dem Ballonstart der Montgolfier-Brüder (Paris 1873) zwei einfache, unbemannte Luftballons im Park des Schlössls, worüber in der Linzer Ordinari-Zeitung berichtet wurde.